# Philodendron lingulatum
Philodendron lingulatum là một loài thực vật có hoa trong họ Ráy (Araceae). Loài này được (L.) K.Koch miêu tả khoa học đầu tiên năm 1855.